# Liste der Alumni der Katholischen Universität Löwen

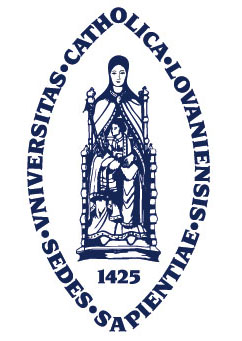
Neogotisches Siegel in Form einer Mandorla der Katholischen Universität Löwen, erschafft 1909 (seit 1968 mit dem Datum 1425)

In dieser Liste finden sich bekannte ehemalige und gegenwärtige Angehörige der Katholischen Universität Löwen.
Die belgische Bischofskonferenz hatte bereits im Jahr 1834 in Mecheln die Katholische Universität Mecheln gegründet, die wurde dann im Jahr 1835 nach Löwen verlegt.
Infolge des Sprachenstreits wurde die katholische Universität Löwen 1968 in zwei eigenständige Universitäten umgewandelt: die Katholieke Universiteit Leuven, die in Löwen verblieb, und die französischsprachige Université catholique de Louvain, für die ab 1971 eine neue Stadt südlich der Sprachgrenze, Louvain-la-Neuve, errichtet wurde. Bei Angehörigen aus diesem Zeitraum ist jeweils vermerkt, auf welche Universität sich die Zuordnung bezieht (K.U.Leuven/UCL). Persönlichkeiten aus der Zeit vor der Spaltung werden als Angehörige beider Universitäten betrachtet.

## A
| Bild | Person                | Tätigkeit                                    | Verbindung zur Universität Löwen                                           |
| ---- | --------------------- | -------------------------------------------- | -------------------------------------------------------------------------- |
|      | Emil Angehrn (* 1946) | Schweizer Philosophieprofessor und Buchautor | Studium der Philosophie, Soziologie und Volkswirtschaftslehre (K.U.Leuven) |

## B
| Bild                                                  | Person                                | Tätigkeit | Verbindung zur Universität Löwen                                |
| ----------------------------------------------------- | ------------------------------------- | --- | --------------------------------------------------------------- |
| Auguste Beernaert                                     | Auguste Beernaert (1829–1912)         | belgischer Jurist und Politiker, Friedensnobelpreis 1909                                                           | Studium der Rechtswissenschaften Promotion (1850)               |
|                                                       | Ivo Belet (* 1959)                    | belgischer Politiker, MdEP                                                                                         | Lizenziat in Germanistik (1981) (K.U.Leuven)                    |
| Pierre-Joseph van Beneden                             | Pierre-Joseph van Beneden (1809–1894) | belgischer Parasitologe und Paläontologe                                                                           | Professor für Zoologie (ab 1835)                                |
|                                                       | Jean Bernard (1907–1994)              | luxemburgischer Priester und Verfasser des Buches Pfarrerblock 25487 über das Konzentrationslager Dachau           | Studium der Theologie                                           |
|                                                       | Umberto Betti (1922–2009)             | katholischer Theologe                                                                                              | Aufbaustudium                                                   |
| Lorenzo Bini Smaghi                                   | Lorenzo Bini Smaghi (* 1956)          | Mitglied des Direktoriums der Europäischen Zentralbank                                                             | Studium der Wirtschaftswissenschaften (bis 1978) (UCL)          |
|                                                       | Maurice Anthony Biot (1905–1985)      | belgisch-amerikanischer Physiker und Begründer der Poroelastizität                                                 | Studium (bis 1930) Promotion (1931) Dozent (1935–1937)          |
| Serge Brammertz                                       | Serge Brammertz (* 1962)              | belgischer Jurist und Chefankläger des Internationalen Strafgerichtshofs für das ehemalige Jugoslawien in Den Haag | Studium der Rechtswissenschaften (UCL)                          |
|                                                       | Alfons Brijdenbach (1954–2009)        | belgischer Leichtathlet                                                                                            | Studium (K.U.Leuven)                                            |
| Oberstdivisionär Brügger, Generaladjutant (1914–1918) | Friedrich Brügger (1854–1930)         | Schweizer Korpskommandant                                                                                          | Studium der Rechtswissenschaften                                |
|                                                       | Sayeman Bula-Bula (* 1950)            | kongolesischer Jurist und Professor für Völkerrecht an der Universität Kinshasa                                    | Promotion (1985) (UCL)                                          |
| Paul Bulcke 2010                                      | Paul Bulcke (* 1954)                  | belgischer Manager                                                                                                 | Studium des Wirtschaftsingenieurwesens (1972–1976) (K.U.Leuven) |
|                                                       | Cyrille Salim Bustros (* 1939)        | Erzbischof von Newton (Melkitische Kirche)                                                                         | Promotion zum Doktor der Theologie                              |

## C
| Bild                     | Person                               | Tätigkeit                                                                                    | Verbindung zur Universität Löwen                                 |
| ------------------------ | ------------------------------------ | -------------------------------------------------------------------------------------------- | ---------------------------------------------------------------- |
| Albert Claude (1974)     | Albert Claude (1899–1983)            | belgischer Forscher, Experte für Zellbiologie, Nobelpreis für Medizin 1974                   | Professor                                                        |
| Bernard Clerfayt         | Bernard Clerfayt (* 1961)            | belgischer Politiker                                                                         | Licence und Magister in Wirtschaftswissenschaften (UCL)          |
|                          | Desmond Connell (1926–2017)          | emeritierter Erzbischof von Dublin                                                           | Promotion in Systematischer Philosophie                          |
|                          | Rafael Correa (* 1963)               | ecuadorianischer Wirtschaftswissenschaftler und Politiker, seit 2007 Präsident seines Landes | Master (1999) (UCL)                                              |
| Saskia de Coster         | Saskia de Coster (* 1976)            | belgische Schriftstellerin                                                                   | Studium der Germanischen Sprachen (1994–1998) (K.U.Leuven)       |
| William Lane Craig       | William Lane Craig (* 1949)          | US-amerikanischer Philosoph, Theologe und christlicher Apologetiker                          | Mitarbeiter am Institut für Philosophie (1987–1994) (K.U.Leuven) |
| Alberto Hurtado Cruchaga | Alberto Hurtado Cruchaga (1901–1952) | Jesuit, Heiliger der katholischen Kirche                                                     | Studium                                                          |

## D
| Bild                    | Person                                 | Tätigkeit                                                            | Verbindung zur Universität Löwen |
| ----------------------- | -------------------------------------- | -------------------------------------------------------------------- | --- |
|                         | Joan Daemen (* 1965)                   | belgischer Kryptograph                                               | Studium der elektromechanischen Ingenieurwissenschaften, später Promotion (K.U.Leuven) |
| Godfried Danneels       | Godfried Danneels (1933–2019)          | Erzbischof von Mechelen-Brüssel                                      | Professor für Theologie (1969–1977) (K.U.Leuven) |
| Étienne Davignon (2011) | Étienne Davignon (* 1932)              | belgischer Politiker und Geschäftsmann                               | Studium der Rechtswissenschaften, Philosophie und Wirtschaftswissenschaften Promotion in Rechtswissenschaften |
| Stefaan De Clerck       | Stefaan De Clerck (* 1951)             | belgischer Justizminister                                            | Studium der Rechtswissenschaften (K.U.Leuven) |
|                         | Léon Degrelle (1906–1994)              | Führer der belgischen Rexisten und Offizier der Waffen-SS            | Studium der Rechtswissenschaften |
|                         | Jan De Maeyer (* 1949)                 | belgischer Komponist und Oboist                                      | Studium der klassischen Philosophie und Frühgeschichte |
| Patricia De Martelaere  | Patricia De Martelaere (1957–2009)     | Schriftstellerin und Professorin für Philosophie                     | Studium der Philosophie Promotion Professorin für Philosophie (K.U.Leuven) |
|                         | Stanislas Deriemaeker (1932–2024)      | belgischer Organist und Musikpädagoge                                | Dozent für Musikanalyse und -wissenschaft (1966–1968) |
| Edouard Descamps        | Edouard Descamps (1847–1933)           | belgischer Jurist und Politiker                                      | Studium der Rechts-, Staats- und Politikwissenschaften Promotion in Rechtswissenschaften (1869) Promotion in Politik- und Staatswissenschaften (1870) außerordentlicher Professor (1872–1877) Professor für Völkerrecht (ab 1877)                                        |
| De Somer (1967)         | Pieter De Somer (1917–1985)            | flämischer Mediziner und Biologe                                     | Studium der Medizin (1935–1942) Professor für Mikrobiologie und Immunologie Rektor (1968–1985) (K.U.Leuven) |
|                         | Mia De Vits (* 1950)                   | belgische Politikerin                                                | Lizenziat in Sozialwissenschaften (1971) (K.U.Leuven) |
| Bart De Wever           | Bart De Wever (* 1970)                 | belgischer Politiker                                                 | Studium der Geschichte wissenschaftlicher Mitarbeiter (K.U.Leuven) |
|                         | Roger Dillemans (* 1932)               | belgischer Rechtswissenschaftler                                     | Studium der Rechtswissenschaften und Philosophie (ab 1950) Promotion im Erbrecht (1960) Dozent für Rechtswissenschaften (1960–1964) Professor für Rechtswissenschaften (ab 1964) Dekan der rechtswissenschaftlichen Fakultät (1978–1981) Rektor (1985–1995) (K.U.Leuven) |
|                         | Charles du Bus de Warnaffe (1894–1965) | belgischer Politiker                                                 | Studium der Rechtswissenschaften Promotion |
|                         | Edmond Dune (1914–1988)                | luxemburgischer Autor, Dichter und Dramaturg                         | Studium der Agronomie |
|                         | Christian de Duve (1917–2013)          | belgischer Biochemiker, Nobelpreis für Physiologie oder Medizin 1974 | Studium der Medizin Promotion (1941) Professor (ab 1951) |

## E
| Bild                     | Person                           | Tätigkeit                                                                | Verbindung zur Universität Löwen                                                                                          |  |
| ------------------------ | -------------------------------- | ------------------------------------------------------------------------ | --- |  |
| Saïd El Khadraoui (2014) | Saïd El Khadraoui (* 1975)       | belgischer Politiker, MdEP                                               | Lizenziat in neuerer Geschichte (1997) Zusatzausbildung im Fach internationale Beziehungen (1998) (K.U.Leuven)            |  |
| Koenraad Elst, 2018      | Koenraad Elst (* 1959)           | belgischer Historiker, Sinologe und Indologe                             | Studium der Philosophie, Sinologie und Indo-Iranischen Studien Promotion (1998) (K.U.Leuven)                              |  |
| Renaat Van Elslande      | Renaat Van Elslande (1916–2000)  | belgischer Politiker                                                     | Studium der Rechts-, Politik- und Sozialwissenschaften                                                                    |  |
|                          | Arthur von Enzenberg (1841–1925) | österreichischer Verwaltungsjurist und Numismatiker                      | Studium der Rechtswissenschaften                                                                                          |  |
| Gaston Eyskens           | Gaston Eyskens (1905–1988)       | belgischer Staatsmann und mehrfach belgischer Premierminister            | Professor (ab 1931) |  |
| Mark Eyskens             | Mark Eyskens (* 1933)            | Ökonom, belgischer Politiker und ehemaliger belgischer Ministerpräsident | Studium Promotion in Rechts- und Wirtschaftswissenschaften Professor für Wirtschaftswissenschaften (ab 1967) (K.U.Leuven) |  |

## F
| Bild | Person                                | Tätigkeit                                                                        | Verbindung zur Universität Löwen |
| ---- | ------------------------------------- | -------------------------------------------------------------------------------- | --- |
|      | Shelton Fabre (* 1963)                | Weihbischof in New Orleans                                                       | Studium der Theologie, Master of Arts (K.U.Leuven) |
|      | Adolf Faller (1913–1989)              | Schweizer Arzt, Anatom, Medizinhistoriker und Hochschullehrer                    | Studium der Philosophie und Biologie (ab 1933) |
|      | Günter Figal (1949–2024)              | deutscher Philosoph                                                              | Inhaber des Kardinal Mercier-Lehrstuhls (2005/06) (K.U.Leuven) |
|      | Henning Finck (* 1975)                | Hamburger Politiker                                                              | Studium der Rechtswissenschaft (K.U.Leuven) |
|      | Paul Fontaine (* 1954)                | belgischer Klassischer Archäologe                                                | Studium der Klassischen Philologie, Archäologie und Kunstgeschichte (1972–1978) Dozent für Etruskologie, Italische Kulturen und römische Archäologie (1992–2003) (UCL) |
|      | Franz Furger (1935–1997)              | Moraltheologe und Sozialethiker                                                  | Studium der Philosophie |
|      | Maximilien de Fürstenberg (1904–1988) | vatikanischer Diplomat und später Kurienkardinal der römisch-katholischen Kirche | Studium der katholischen Theologie und Philosophie |

## G
| Bild                                                                       | Person                                            | Tätigkeit                                                                  | Verbindung zur Universität Löwen |
| -------------------------------------------------------------------------- | ------------------------------------------------- | -------------------------------------------------------------------------- | --- |
| Maximilian Gereon Graf von Galen                                           | Maximilian Gereon Graf von Galen (1832–1908)      | Professor und Weihbischof im Bistum Münster                                | Studium der Rechtswissenschaften |
|                                                                            | Philippe Gautier (* 1960)                         | belgischer Jurist und seit 2019 Registrar des Internationalen Gerichtshofs | Studium der Rechtswissenschaften und Philosophie Promotion in Rechtswissenschaften (1992) Professor für Völkerrecht (seit 1996) (UCL) |
| Koen Geens                                                                 | Koen Geens (* 1958)                               | Rechtswissenschaftler                                                      | Studium der Rechtswissenschaften (bis 1980) Promotion (1986) Professor für Gesellschaftsrecht (ab 1992) (K.U.Leuven)                  |
| Kim Gevaert                                                                | Kim Gevaert (* 1978)                              | belgische Leichtathletin                                                   | Studium der Logopädie (K.U.Leuven) |
|                                                                            | Karel Goeyvaerts (1923–1993)                      | belgischer Komponist und Musikwissenschaftler                              | Professor für Neue Musik (1992–1993) (K.U.Leuven)                                                                                     |
| Gustavo Gutierrez                                                          | Gustavo Gutiérrez (1928–2024)                     | Begründer und Namensgeber der Befreiungstheologie                          | Studium |
| Marnix Gijsen (1930)                                                       | Marnix Gijsen (1899–1984)                         | flämischer Schriftsteller                                                  | Promotion in Geschichte und Sozialwissenschaften (1925)                                                                               |
| Gonzalo de Borbón y Battenberg, Porträt von Philip Alexius de László, 1927 | Gonzalo Manuel de Borbón y Battenberg (1914–1934) | Infant von Spanien                                                         | Studium des Maschinenbaus (1933) |
| Kardinal de Gouveia (1950)                                                 | Teodósio Clemente de Gouveia (1889–1962)          | Erzbischof von Maputo                                                      | Studium der katholischen Theologie und der Philosophie                                                                                |
|                                                                            | Affonso Felippe Gregory (1930–2008)               | Bischof und Präsident von Caritas International                            | Studium der Soziologie |

## H
| Bild              | Person                        | Tätigkeit                                             | Verbindung zur Universität Löwen                                           |  |
| ----------------- | ----------------------------- | ----------------------------------------------------- | -------------------------------------------------------------------------- |  |
|                   | Leonhard Haas (1833–1906)     | römisch-katholischer Bischof im Bistum Basel          | Studium                                                                    |  |
| Otto von Habsburg | Otto von Habsburg (1912–2011) | Publizist, Politiker und Schriftsteller               | Studium der Politik- und Sozialwissenschaften (1930–1935) Promotion (1935) |  |
|                   | Heinz Heinen (1941–2013)      | belgisch-deutscher Althistoriker                      | Studium der klassischen Philologie und Alten Geschichte (1959–1964)        |  |
| Louis Henry       | Louis Henry (1834–1913)       | belgischer Chemiker                                   | Professor für Chemie (1863–1899)                                           |  |
|                   | Walter Hollstein (* 1939)     | Schweizer Soziologe und Autor                         | Gastprofessor (K.U.Leuven)                                                 |  |
|                   | Bernhard Hombach (* 1933)     | römisch-katholischer Bischof von Granada in Nicaragua | Studium der katholischen Theologie und Philosophie                         |  |
|                   | Albert Houssiau (* 1924)      | belgischer Bischof                                    | Studium der Theologie Professor für Theologie (ab 1956)                    |  |

## I
| Bild | Person                 | Tätigkeit                                                             | Verbindung zur Universität Löwen |
| ---- | ---------------------- | --------------------------------------------------------------------- | -------------------------------- |
|      | Luce Irigaray (* 1930) | französische feministische Psychoanalytikerin und Kulturtheoretikerin | Magister (1955)                  |

## J
| Bild                         | Person                                   | Tätigkeit                                                                                         | Verbindung zur Universität Löwen                                                |
| ---------------------------- | ---------------------------------------- | ------------------------------------------------------------------------------------------------- | ------------------------------------------------------------------------------- |
| Jean Jadot                   | Jean Jadot (1909–2009)                   | Kurienerzbischof der römisch-katholischen Kirche                                                  | Studium Doktor der Philosophie                                                  |
| Johannes Janssen             | Johannes Janssen (1829–1891)             | deutscher Historiker                                                                              | Studium der Theologie                                                           |
|                              | Hans Robert Jauß (1921–1997)             | deutscher Literaturwissenschaftler und Romanist                                                   | Gastprofessor (K.U.Leuven)                                                      |
|                              | Antonio María Javierre Ortas (1921–2007) | Kurienkardinal der römisch-katholischen Kirche                                                    | Promotion in Theologie                                                          |
|                              | Pierre Jonckheer (* 1951)                | belgischer Politiker für die Partei Ecolo, von 1999 bis 2009 Mitglied des Europäischen Parlaments | Maîtrise in Wirtschaftswissenschaften (1974) Lehrbeauftragter (1975–1981) (UCL) |
|                              | François Jongen (* 1961)                 | belgischer Rechtswissenschaftler, Schriftsteller und Journalist                                   | Studium der Rechtswissenschaften Promotion Professor für Medienrecht (UCL)      |
| Bischof Aloys Jousten (2006) | Aloys Jousten (1937–2021)                | belgischer Bischof                                                                                | Promotion in Theologie (1966)                                                   |

## K
| Bild                        | Person                                  | Tätigkeit                                                                                    | Verbindung zur Universität Löwen                             |
| --------------------------- | --------------------------------------- | -------------------------------------------------------------------------------------------- | ------------------------------------------------------------ |
|                             | Abdul Kadir Khan (1936–2021)            | pakistanischer Ingenieur, gilt als Vater des pakistanischen Atomwaffenprogramms              | Promotion in Ingenieurwissenschaften (1972) (K.U.Leuven)     |
|                             | Hans Peter Keller (1915–1989)           | deutscher Schriftsteller                                                                     | Studium der Theologie und Philosophie (ab 1934)              |
| Sascha Kolowrat-Krakowsky   | Sascha Kolowrat-Krakowsky (1886–1927)   | österreichischer Filmpionier, Filmproduzent und Begründer der österreichischen Filmindustrie | Studium                                                      |
|                             | Hans-Dieter Krebs (1932–2016)           | deutscher Publizist und Historiker                                                           | Lizentiat der Politischen und Sozialen Wissenschaften (1966) |
| Peter Carl Aloys Kreutzwald | Peter Carl Aloys Kreutzwald (1850–1918) | Generalvikar des Erzbistums Köln                                                             | Studium der Theologie und Rechtswissenschaft                 |
|                             | Johann Künzle (1857–1945)               | Schweizer katholischer Pfarrer, Publizist und Wegbereiter der modernen Phytotherapie         | Studium der Theologie und Philosophie                        |

## L
| Bild | Person                            | Tätigkeit                                                                      | Verbindung zur Universität Löwen                                                                            |
| ---- | --------------------------------- | ------------------------------------------------------------------------------ | --- |
|      | Johan Alfried de Laet (1815–1891) | flämischer Schriftsteller                                                      | Studium der Medizin Promotion (1839)                                                                        |
|      | Alexandre Lamfalussy (1929–2015)  | Kapitalmarktexperte und Vordenker des einheitlichen Europäischen Finanzsystems | Studium der Wirtschaftswissenschaften                                                                       |
|      | Gerhard Larcher (1946–2022)       | österreichischer Fundamentaltheologe                                           | Studium der katholischen Theologie und der Philosophie                                                      |
|      | Jacques Leclercq (1891–1971)      | belgischer Philosoph und Theologe                                              | Professor (1938–1961)                                                                                       |
|      | Georges Lemaître (1894–1966)      | belgischer Priester und Physiker, gilt als Begründer der Urknalltheorie        | Studium Promotion (1920) Professor für Physik (ab 1925)                                                     |
|      | Victor Leemans (1901–1971)        | Präsident des Europäischen Parlaments                                          | Dozent (Sozialwissenschaft)                                                                                 |
|      | Koen Lenaerts (* 1954)            | belgischer Rechtswissenschaftler und Richter am Europäischen Gerichtshof       | Studium der Rechtswissenschaften Promotion (1982) Professor für Rechtswissenschaften (ab 1983) (K.U.Leuven) |
|      | Walter Lesch (* 1958)             | deutscher römisch-katholischer Theologe                                        | Professor für Ethik (seit 1999) (UCL)                                                                       |

## M
| Bild                  | Person                                   | Tätigkeit                                                                                 | Verbindung zur Universität Löwen |
| --------------------- | ---------------------------------------- | ----------------------------------------------------------------------------------------- | --- |
|                       | Jacques Maquet (1919–2013)               | belgischer Anthropologe und Afrikanist                                                    | Studium der Rechtswissenschaften und Philosophie |
|                       | Wilfried Martens (1936–2013)             | belgischer Politiker und ehemaliger Premierminister                                       | Studium der Rechtswissenschaften und Philosophie Promotion in Rechtswissenschaften (1960) |
|                       | John McNeill (1925–2015)                 | US-amerikanischer Psychotherapeut, Autor und christlicher Theologe                        | Promotion (1964) |
|                       | Jean Meeus (* 1928)                      | belgischer Mathematiker, Astronom und Autor                                               | Lizenziat in Mathematik (1953) |
| Désiré-Joseph Mercier | Désiré-Joseph Mercier (1851–1926)        | Erzbischof von Mechelen                                                                   | Studium der katholischen Theologie, Philosophie und Psychologie Professor für Philosophie (1882–1905) |
| Joseph Mertens        | Joseph Mertens (1921–2007)               | belgischer Archäologe und Hochschullehrer                                                 | Lizenziat in Klassischer Philologie (1943), Kandidat in Klassischer Archäologie (1945), Promotion in Klassischer Philologie (1946), Lizenziat in Klassischer Archäologie; Dozent (1955), außerordentlicher Privatdozent (1956), außerordentlicher Professor (1961), ordentlicher Professor (1978), Emeritierung 1986 |
|                       | Arthur Mettinger (* 1956)                | österreichischer Sprachwissenschaftler, Vizerektor der Universität Wien                   | Forschungsstipendium am Linguistischen Institut (1992/1993) (K.U.Leuven) |
|                       | Joëlle Milquet (* 1961)                  | belgische Politikerin                                                                     | Studium der Rechtswissenschaften (UCL) |
|                       | Léonard Misonne (1870–1943)              | belgischer Fotograf                                                                       | Studium der Ingenieurwissenschaften (1891–1895) |
| St. George Mivart     | St. George Mivart (1827–1900)            | englischer Zoologe und katholischer Naturphilosoph                                        | Doktor der Medizin (1884) Professor für Philosophie der Naturgeschichte (1890–1893) |
|                       | Smangaliso Mkhatshwa (* 1939)            | südafrikanischer Priester und Politiker                                                   | Studium der Philosophie und Theologie |
|                       | Greta Moens-Haenen                       | belgische Musikwissenschaftlerin                                                          | Studium der Musikwissenschaft Promotion (1983) (K.U.Leuven) |
|                       | António Mascarenhas Monteiro (1944–2016) | kapverdischer Politiker und ehemaliger Präsident von Kap Verde                            | Studium der Rechtswissenschaften |
|                       | Aloysius Muench (1889–1962)              | vatikanischer Diplomat und erster Apostolischer Nuntius in der Bundesrepublik Deutschland | Promotion |
|                       | Nathalie Muylle (* 1969)                 | belgische Politikerin                                                                     | Lizenziat in Politikwissenschaften (1991) (K.U.Leuven) |

## N
| Bild             | Person                                         | Tätigkeit                                                                           | Verbindung zur Universität Löwen                       |
| ---------------- | ---------------------------------------------- | ----------------------------------------------------------------------------------- | ------------------------------------------------------ |
|                  | Wilfrid Fox Napier (* 1941)                    | Erzbischof von Durban                                                               | Studium der katholischen Theologie und der Philosophie |
|                  | Albert Ndele (1930–2023)                       | kongolesischer Politiker                                                            | Studium der Wirtschaftswissenschaften (bis 1958)       |
| Jacques Neirynck | Jacques Neirynck (1931–2025)                   | belgisch-schweizerischer Politiker, Elektrotechniker, Verbraucherschützer und Autor | Promotion in Elektrotechnik (1958)                     |
|                  | Jan Nolet de Brauwere van Steeland (1815–1888) | niederländisch-flämischer Dichter                                                   | Studium                                                |
|                  | Félicien Ntambue Kasembe (* 1970)              | kongolesischer Ordensgeistlicher und römisch-katholischer Erzbischof von Kananga    | Studium der Rechtswissenschaften (UCL)                 |
|                  | Nick Nuyens (* 1980)                           | belgischer Radrennfahrer                                                            | Studium der Kommunikationswissenschaften (K.U.Leuven)  |

## O
| Bild | Person                     | Tätigkeit                                                                                  | Verbindung zur Universität Löwen                                                                                                |
| ---- | -------------------------- | ------------------------------------------------------------------------------------------ | --- |
|      | André Oosterlinck (* 1946) | belgischer Ingenieur                                                                       | Studium der Ingenieurwissenschaften (ab 1972) Professor an der Fakultät Ingenieurwissenschaften Rektor (1995–2005) (K.U.Leuven) |
|      | Mustafa Öztürk (* 1973)    | deutscher Politiker (Bündnis 90/Die Grünen) und seit 2007 Mitglied der Bremer Bürgerschaft | Studium Internationale Beziehungen (UCL)                                                                                        |

## P
| Bild                | Person                             | Tätigkeit                                                                        | Verbindung zur Universität Löwen                                                                         |
| ------------------- | ---------------------------------- | -------------------------------------------------------------------------------- | --- |
|                     | Franz Palm (* 1948)                | Professor für Ökonometrie                                                        | Master in Wirtschaftswissenschaften und Ökonometrie 1971 (UCL)                                           |
|                     | Estiphan Panoussi (* 1935)         | persisch-amerikanischer orientalischer Philologe und Philosoph                   | Studium der orientalischen Philologie Promotion in Philosophie (1967)                                    |
| Ludwig von Pastor   | Ludwig von Pastor (1854–1928)      | Historiker und österreichischer Diplomat                                         | Studium (1875)                                                                                           |
|                     | Clemens Perger (1816–1910)         | deutscher Theologe, Politiker und Lehrer                                         | Studium der Philologie und katholischen Theologie                                                        |
|                     | Léon Pétillon (1903–1996)          | belgischer Kolonialpolitiker                                                     | Studium der Rechtswissenschaften                                                                         |
| Hubert Pierlot      | Hubert Pierlot (1883–1963)         | belgischer katholischer Politiker und Premierminister                            | Studium der Rechtswissenschaften                                                                         |
| Dominique Pire      | Dominique Pire (1910–1969)         | belgischer Dominikaner, Gründer von Hilfsorganisationen, Friedensnobelpreis 1958 | Studium der Sozial- und Politikwissenschaften                                                            |
| Clemens von Pirquet | Clemens von Pirquet (1874–1929)    | österreichischer Kinderarzt und Forscher in der Bakteriologie und Immunologie    | Studium der Philosophie (ab 1893)                                                                        |
|                     | Jean-Pol Poncelet (* 1950)         | belgischer Politiker                                                             | Studium der Ingenieurwissenschaften Diplom in Atomphysik (1973) (UCL)                                    |
|                     | Prosper Poullet (1868–1937)        | belgischer Politiker und Premierminister                                         | Studium der Rechtswissenschaften und der Philosophie Promotion (1890) Professor für Rechtswissenschaften |
|                     | Anne Provoost (* 1964)             | flämische Schriftstellerin                                                       | Studium der Literaturwissenschaften und Pädagogik (K.U.Leuven)                                           |
|                     | Pierre Prüm (1886–1950)            | Luxemburger Politiker und Staatsminister                                         | Studium der Rechtswissenschaften                                                                         |
|                     | Eugène de Pruyssenaere (1826–1864) | belgischer Afrikaforscher                                                        | Studium der Rechtswissenschaften und der Philosophie                                                     |

## Q
| Bild | Person                               | Tätigkeit                                                                                | Verbindung zur Universität Löwen                                                                                |
| ---- | ------------------------------------ | ---------------------------------------------------------------------------------------- | --- |
|      | Jan Quaegebeur (1943–1995)           | belgischer Ägyptologe                                                                    | Professor für Ägyptologie (ab 1977) (K.U.Leuven)                                                                |
|      | Hans Quecke (1928–1998)              | deutscher Jesuit, Koptologe und Liturgiewissenschaftler                                  | Studium der christlichen Orientalistik (1958–1960) Promotion in orientalischer Philologie und Geschichte (1970) |
|      | Godelieve Quisthoudt-Rowohl (* 1947) | Politikerin, Europaabgeordnete der CDU für Niedersachsen in der Europäischen Volkspartei | Promotion in Physikalischer Chemie (K.U.Leuven)                                                                 |

## R
| Bild                                                      | Person                                     | Tätigkeit                                                            | Verbindung zur Universität Löwen                                                                  |
| --------------------------------------------------------- | ------------------------------------------ | -------------------------------------------------------------------- | ------------------------------------------------------------------------------------------------- |
|                                                           | Bronisław Leonard Radziszewski (1838–1914) | polnischer Chemiker                                                  | Assistent für Chemie (1867–1870)                                                                  |
|                                                           | Johann Reikerstorfer (* 1945)              | österreichischer Philosoph und katholischer Fundamentaltheologe      | Studium der Philosophie und der Theologie                                                         |
| Mečislovas Reinys auf einer litauischen Briefmarke (2009) | Mečislovas Reinys (1884–1953)              | litauischer Philosoph, Hochschullehrer, Außenminister und Erzbischof | Studium der Philosophie, der Naturwissenschaften und der Psychologie (1909–1912) Promotion (1912) |
|                                                           | Jules Renkin (1862–1934)                   | belgischer Politiker und Premierminister                             | Studium der Rechtswissenschaften Promotion (1884)                                                 |
|                                                           | Carl Oskar Renner (1908–1997)              | bayerischer Schriftsteller                                           | Studium der Philosophie                                                                           |
| Vincent Rijmen                                            | Vincent Rijmen (* 1970)                    | belgischer Kryptograph                                               | Studium der Elektroingenieurwissenschaften (bis 1993) (K.U.Leuven)                                |
|                                                           | Hubert Ritt (* 1942)                       | deutsch-österreichischer Theologe, Priester und Seelsorger           | Studium der Philosophie und katholischen Theologie (1961–1966) Promotion (1968)                   |
|                                                           | Hans-Peter Röthlin (* 1941)                | römisch-katholischer Kirchenfunktionär                               | Studium der Philosophie                                                                           |
| Jozef-Ernest Van Roey                                     | Jozef-Ernest Van Roey (1874–1961)          | Erzbischof von Mechelen                                              | Studium der Theologie und Philosophie Professor (1905–1907)                                       |

## S
| Bild                | Person                                 | Tätigkeit                                                                       | Verbindung zur Universität Löwen                                                                     |
| ------------------- | -------------------------------------- | ------------------------------------------------------------------------------- | --- |
|                     | Joachim Salzgeber (1926–2012)          | Schweizer Benediktinerbruder und Autor zahlreicher Werke                        | Studium                                                                                              |
| Len Sassaman        | Len Sassaman (1980–2011)               | Doktorand, Kryptologe, Cypherpunk/Hacker                                        | Studium                                                                                              |
|                     | Wilhelm Schamoni (1905–1991)           | römisch-katholischer Theologe, Exerzitienmeister                                | Studium                                                                                              |
| Eugeen Schepens     | Eugeen Schepens (1853–1923)            | belgischer Kolonialpionier in Argentinien                                       | Physik-Studium                                                                                       |
|                     | Edward Schillebeeckx (1914–2009)       | belgischer katholischer Ordensmann und Theologe                                 | Studium Professor für Dogmatik                                                                       |
|                     | Hugo Schiltz (1927–2006)               | belgischer Rechtsanwalt und Politiker                                           | Studium der Rechtswissenschaften, Wirtschaftswissenschaften und Philosophie                          |
|                     | Johannes Michael Schnarrer (1965–2008) | deutscher Sozialethiker                                                         | Hoover-Fellow (K.U.Leuven)                                                                           |
| Alexander Schnütgen | Alexander Schnütgen (1843–1918)        | deutscher Theologe, Priester und bedeutender Kunstsammler                       | Studium                                                                                              |
| Theodor Schwann     | Theodor Schwann (1810–1882)            | deutscher Physiologe                                                            | Professor für Anatomie (1838–1848)                                                                   |
|                     | Juan Luis Segundo (1925–1996)          | Philosoph und Theologe                                                          | Studium der Theologie                                                                                |
|                     | Paul Spang (1922–2009)                 | luxemburgischer Historiker und Archivar                                         | Studium                                                                                              |
|                     | Jakob Stammler (1840–1925)             | Schweizer Kunsthistoriker und römisch-katholischer Bischof von Basel            | Studium der Theologie und der Kunstgeschichte                                                        |
|                     | Ernst Stein (1891–1945)                | österreichischer Althistoriker                                                  | Professor für byzantinische Philologie (ab 1937)                                                     |
|                     | Marita de Sterck (* 1955)              | flämische Schriftstellerin                                                      | Studium der Anthropologie (K.U.Leuven)                                                               |
|                     | Gerd-Heinz Stevens (* 1957)            | deutscher Musikwissenschaftler, Komponist und Kirchenmusiker                    | Studium der Musikwissenschaften, Niederlandistik, Volkskunde und katholischen Theologie (K.U.Leuven) |
| Matthias Storme     | Matthias Storme (* 1959)               | belgischer Jurist und liberalkonservativer Denker, Schriftsteller und Politiker | Studium der Rechtswissenschaften und der Philosophie Professor für Rechtswissenschaften (K.U.Leuven) |
|                     | Franziskus von Streng (1884–1970)      | römisch-katholischer Bischof im Bistum Basel                                    | Studium                                                                                              |
|                     | Paulo Suess (* 1938)                   | katholischer Theologe                                                           | Studium der Theologie                                                                                |
|                     | Frank Swaelen (1930–2007)              | belgischer Politiker                                                            | Studium der Rechtswissenschaften                                                                     |

## T
| Bild | Person                            | Tätigkeit                                                     | Verbindung zur Universität Löwen                                                                                          |
| ---- | --------------------------------- | ------------------------------------------------------------- | --- |
|      | Mamadou Tangara (* 1965)          | Außenminister von Gambia                                      | Diplôme d’études spécialisées in Demographie (1998/99) (UCL)                                                              |
|      | Edmond Thieffry (1892–1929)       | belgischer Jagdflieger und Luftfahrtpionier                   | Studium |
|      | Jean Joseph Thonissen (1817–1891) | belgischer Nationalökonom und Rechtslehrer                    | Professor für Kriminalrecht (ab 1847)                                                                                     |
|      | Thomas Thuruthimattam (* 1947)    | römisch-katholischer Bischof                                  | Studium |
|      | Marianne Thyssen (* 1956)         | belgische Politikerin                                         | Studium der Rechtswissenschaften Assistentin an der Rechtswissenschaftlichen Fakultät (K.U.Leuven)                        |
|      | Ulrike Tillmann (* 1962)          | deutsch-britische Mathematikerin                              | Inhaberin des De La Vallée-Poussin-Lehrstuhls (2006/07) (UCL)                                                             |
|      | Camilo Torres (1929–1966)         | kolumbianischer Priester und Befreiungstheologe               | Studium der Soziologie |
|      | Greta Monika Tučkutė (* 1981)     | litauische Verteidigungspolitikerin, Vizeministerin           | Masterstudium Conflict and Peacekeeping Studies                                                                           |
|      | Alain Touwaide (* 1953)           | belgischer Historiker der Medizin und der Naturwissenschaften | Studium der Klassischen Philologie (bis 1975), Orientalischen Philologie und Geschichte (bis 1977) Promotion (1981) (UCL) |

## V
| Bild                              | Person                                        | Tätigkeit                                                             | Verbindung zur Universität Löwen                                                                                                   |
| --------------------------------- | --------------------------------------------- | --------------------------------------------------------------------- | --- |
| Charles-Jean de La Vallée Poussin | Charles-Jean de La Vallée Poussin (1866–1962) | belgischer Mathematiker, bekannt für seinen Beweis des Primzahlsatzes | Studium der Mathematik Promotion (1890) Assistenz (1891) Professor für Mathematik (ab 1892)                                        |
|                                   | Louis de La Vallée Poussin (1869–1938)        | belgischer Orientalist, spezialisiert auf Sanskrit und den Buddhismus | Studium von Sanskrit, Pali und der Sprache der Avesta Promotion (1891) Professor für Sanskrit (1891–1893)                          |
| Steven Vanackere                  | Steven Vanackere (* 1964)                     | belgischer Außenminister                                              | Lizenziat in Rechtswissenschaften (1987) Lizenziat in Wirtschaftswissenschaften (1988) (K.U.Leuven)                                |
|                                   | Johan Van Hecke (* 1954)                      | belgischer Politiker, MdEP                                            | Lizenziat in medizinischer Soziologie (1978) Forschungsassistent (1978–1980) (K.U.Leuven)                                          |
|                                   | Lucas Van Looy (* 1941)                       | belgischer Ordensgeistlicher, römisch-katholischer Bischof von Gent   | Lizenziat in Missionswissenschaft (1972)                                                                                           |
|                                   | Eric Van Rompuy (* 1949)                      | flämischer Politiker                                                  | Bachelor in Philosophie (1971) Doktorat in Betriebswirtschaftslehre (1975) (K.U.Leuven)                                            |
| Herman Van Rompuy                 | Herman Van Rompuy (* 1947)                    | flämischer Politiker                                                  | Bachelor in Philosophie (1968) Lizenziat in Betriebswirtschaftslehre (1971) (K.U.Leuven)                                           |
| Émile Verhaeren                   | Émile Verhaeren (1855–1916)                   | belgischer Dichter                                                    | Studium der Rechtswissenschaften                                                                                                   |
|                                   | Marc Vervenne (* 1949)                        | flämischer Theologe                                                   | Studium der Theologie Promotion (1986) Professor (ab 1992) Rektor (ab 2005) (K.U.Leuven)                                           |
|                                   | Arthur Vierendeel (1852–1940)                 | belgischer Bauingenieur und Erfinder des Vierendeelträgers            | Studium der Ingenieurwissenschaften (bis 1874)                                                                                     |
|                                   | Karel Vinck (* 1938)                          | belgischer Geschäftsmann                                              | Studium, Master in Electrical and Mechanical Engineering                                                                           |
| Charles De Visscher               | Charles De Visscher (1884–1973)               | belgischer Jurist                                                     | Professor für Rechtswissenschaften (ab 1931)                                                                                       |
|                                   | Fernand De Visscher (1885–1964)               | belgischer Rechtshistoriker und Archäologe                            | Professor für römisches Recht |
|                                   | Paul De Visscher (1916–1996)                  | belgischer Rechtswissenschaftler                                      | Promotion (1940) Lehrbeauftragter (1943–1947) Professor für öffentliches und internationales Recht (1947–1968, ab 1968 an der UCL) |

## W
| Bild            | Person                                  | Tätigkeit                                                                                               | Verbindung zur Universität Löwen |
| --------------- | --------------------------------------- | --- | --- |
|                 | Mark Waer (* 1951)                      | belgischer Mediziner                                                                                    | Studium der Medizin (bis 1976) Promotion (1983) Mitarbeiter in der Abteilung für Nephrologie (1985–1992) Professor für Immunologie (ab 1992) Rektor (seit 2009) (K.U.Leuven) |
|                 | Erwin Waldschütz (1948–1995)            | österreichischer Philosoph                                                                              | Studium der Philosophie, katholischen Theologie, mittelalterlichen Geschichte und Indologie                                                                                  |
|                 | Michel Weber (* 1963)                   | belgischer Philosoph                                                                                    | Studium der Philosophie (bis 1991) Promotion (1997) Dozent (1997–2007) (UCL)                                                                                                 |
|                 | Bernhard W. Wegener (* 1965)            | deutscher Rechtswissenschaftler                                                                         | Studium der Rechtswissenschaften (K.U.Leuven) |
| Nikolaus Welter | Nikolaus Welter (1871–1951)             | luxemburgischer Schriftsteller, Dramatiker, Lyriker, Professor, Literaturwissenschaftler und Staatsmann | Studium |
|                 | Alain Wijffels (* 1954)                 | belgischer Rechtshistoriker und Hochschullehrer                                                         | Studium der Rechtswissenschaften Professor für Rechtsgeschichte und Vergleichende Rechtswissenschaft (UCL)                                                                   |
|                 | Joseph Michael Willi (1824–1897)        | Jesuit, Indienmissionar und Pädagoge                                                                    | Studium der Theologie |
|                 | Albert Joris van Windekens (1915–1989)  | belgischer Sprachwissenschaftler                                                                        | Professor (K.U.Leuven) |
|                 | Jan Lambert Wirix-Speetjens (1946–2008) | altkatholischer Bischof von Haarlem                                                                     | Studium der Theologie und Philosophie |

## Y
| Bild | Person                            | Tätigkeit              | Verbindung zur Universität Löwen                                            |
| ---- | --------------------------------- | ---------------------- | --------------------------------------------------------------------------- |
|      | Jean-Pascal van Ypersele (* 1957) | belgischer Klimatologe | Professor am „Institut für Astronomie und Geophysik Georges Lemaître“ (UCL) |